# Карпович, Мария Николаевна
Карпович Мария Николаевна (бел. Карповіч Марыя Мікалаеўна; 8 марта 1930, д. Полужье Новогрудского района Гродненской области — 14 марта 2017) — Герой Социалистического Труда (1966).

## Биография
В 1954 году окончила Белорусскую сельскохозяйственную академию.  
С 1955 года агроном, главный агроном колхоза «Звезда» (с 1972 года — колхоз имени 50-летия СССР) Новогрудского района Гродненской области.  
Во время работы она организовала широкое использование удобрений, внедрение севооборотов, благодаря чему урожаи в колхозе стали существенно возрастать. По её рекомендациям в колхозе было проведено внутрихозяйственное землеустройство, изменение специализации хозяйства и переход его преимущественно к мясному скотоводству. В результате урожаи в колхозе возросли в 3-4 раза (зерновые к середине 70-х годов составили 49, 8 центнеров с га, а картофеля — 250 центнеров). 
В 1966 году М. Н. Карпович присвоено звание Героя Социалистического Труда за успехи в увеличении производства и продажи государству продуктов земледелия. 

## Награды и звания
- Герой Социалистического Труда (1966).
- Орден Ленина.
- Орден Октябрьской революции.
- Имя М. Н. Карпович занесено в Книгу Славы Новогрудского района (2007)[1].